# Shwedaung
Shwedaung är en kommun i Myanmar.   Den ligger i regionen Bagoregionen, i den södra delen av landet, 160 km sydväst om huvudstaden Naypyidaw. Antalet invånare är 130 223.